# Lorentzen
Lorentzen är en kommun i departementet Bas-Rhin i regionen Grand Est (tidigare regionen Alsace) i nordöstra Frankrike. Kommunen ligger i kantonen Sarre-Union som tillhör arrondissementet Saverne. År 2022 hade Lorentzen 230 invånare.

## Befolkningsutveckling
Antalet invånare i kommunen Lorentzen
| Referens: INSEE |